# Riccia breutelii
Riccia breutelii là một loài rêu trong họ Ricciaceae. Loài này được Hampe ex Steph. mô tả khoa học đầu tiên năm 1898.